# Dorcadion
Dorcadion је род инсеката из реда тврдокрилаца (Coleoptera) и фамилије стрижибуба (Cerambycidae). Припада потфамилији Lamiinae. Род Dorcadion је описао Јохан Вилхелм Далман (шв. Johan Wilhelm Dalman) 1817. године.

## Распрострањење
Род Dorcadion обухвата преко 450 врста које насељавају већи део Палеарктика. Род је подељен на шест подродова: најбројнији су Cribridorcadion Pic, 1901 и Carinatodorcadion Breuning, 1943, а следе подродови Dorcadion Dalman, 1817, Acutodorcadion Danilevsky, Kasatkin & Rubenyan, 2005, Maculatodorcadion Breuning, 1943 и Megalodorcadion Pesarini & Sabbadini, 1999.
У Европи живи преко 90 врста овог рода, при чему највећи број врста живи у Грчкој и источној Европи, у црноморском и каспијском региону.

## Врсте у Србији
У Србији живи 12 врста из овог рода, мада је присуство једне врсте веома упитно:
- Подрод Carinatodorcadion Breuning, 1943
  - Dorcadion aethiops (Scopoli, 1763)
  - Dorcadion fulvum (Scopoli, 1763)
- Подрод Cribridorcadion Pic, 1901
  - Dorcadion lineatocolle Kraatz, 1873
  - Dorcadion pedestre (Poda, 1761)
  - Dorcadion ljubetense Pic, 1909
  - Dorcadion kaimakcalanum Juraček, 1929
  - Dorcadion arenarium (Scopoli, 1763)
  - Dorcadion tauricum Waltl, 1838
  - Dorcadion decipiens Germar, 1824
  - Dorcadion murrayi Kuster, 1847
  - Dorcadion equestre (Laxmann, 1770)
  - Dorcadion scopolii (Herbst, 1784)